# Per Erik Andersson
Per Erik Andersson i riksdagen kallad Andersson i Siggeboda, född 27 maj 1836 i Lindesbergs landsförsamling, Örebro län, död 13 december 1887 i Lindesbergs landsförsamling, var en svensk bergsbruksidkare och riksdagsman.
Andersson var ledamot av riksdagens andra kammare. I riksdagen skrev han en egen motion om fördelningen av kostnaderna för byggande och underhåll av tingshus och häradsfängelse.